# Спас Турчев
Спас Турчев е български революционер и общественик, участник в националноосвободителното движение.
Член на Пловдивския революционен комитет през 1876 г. Поверено му е да организира опожаряването на Пловдив, но планът се проваля. Той е заловен и лежи в затвора. След Освобождението се установява в Източна Румелия, където заема дребни служби. Разгръща активна дейност за подготовката на Съединението и участва в него през 1885 г.
След Съединението е отявлен стамболовист. Става началник на полицията в Пловдив. По-късно е околийски управител на Варна. Спас Турчев ръководи инквизирането на капитан Петко войвода, който е хвърлен и е изтезаван през 1892 г. във варненската тъмница Ичкале. Твърди се, че при обиска на къщата на войводата, ръководен от Турчев, от дома му изчезват 110 акции на стойност 44 000 златни лева и още ценни книжа за около 16 000 златни лева. Турчев е осъден на първа инстанция от Сливенския съд на четири години затвор за изтезание на задържан. Присъдата е потвърдена и на втора инстанция от Софийския съд, но бива помилван от княз Фердинанд.